# Prada rothschildi
Prada rothschildi is een vlinder uit de familie van de dikkopjes (Hesperiidae). De wetenschappelijke naam van de soort is, als Plastingia rothschildi, voor het eerst geldig gepubliceerd in 1928 door William Henry Evans.